# Британський інститут кінематографії
Британський інститут кінематографії (British Film Institute, скорочено BFI) — некомерційна організація, заснована у 1933 році як приватна кіностудія, у 1948 році зосередилася на популяризації кіномистецтва, а в 1983 році остаточно перейшла під державний контроль.
Статут інституту затверджено королевою Єлизаветою II. Інститут кінематографії публікує серію монографій про великі фільми колишніх років і спонсорує кінопроєкти режисерів-початківців. Зокрема, Пітер Грінуей перші фільми знімав на кошти, виділені BFI.

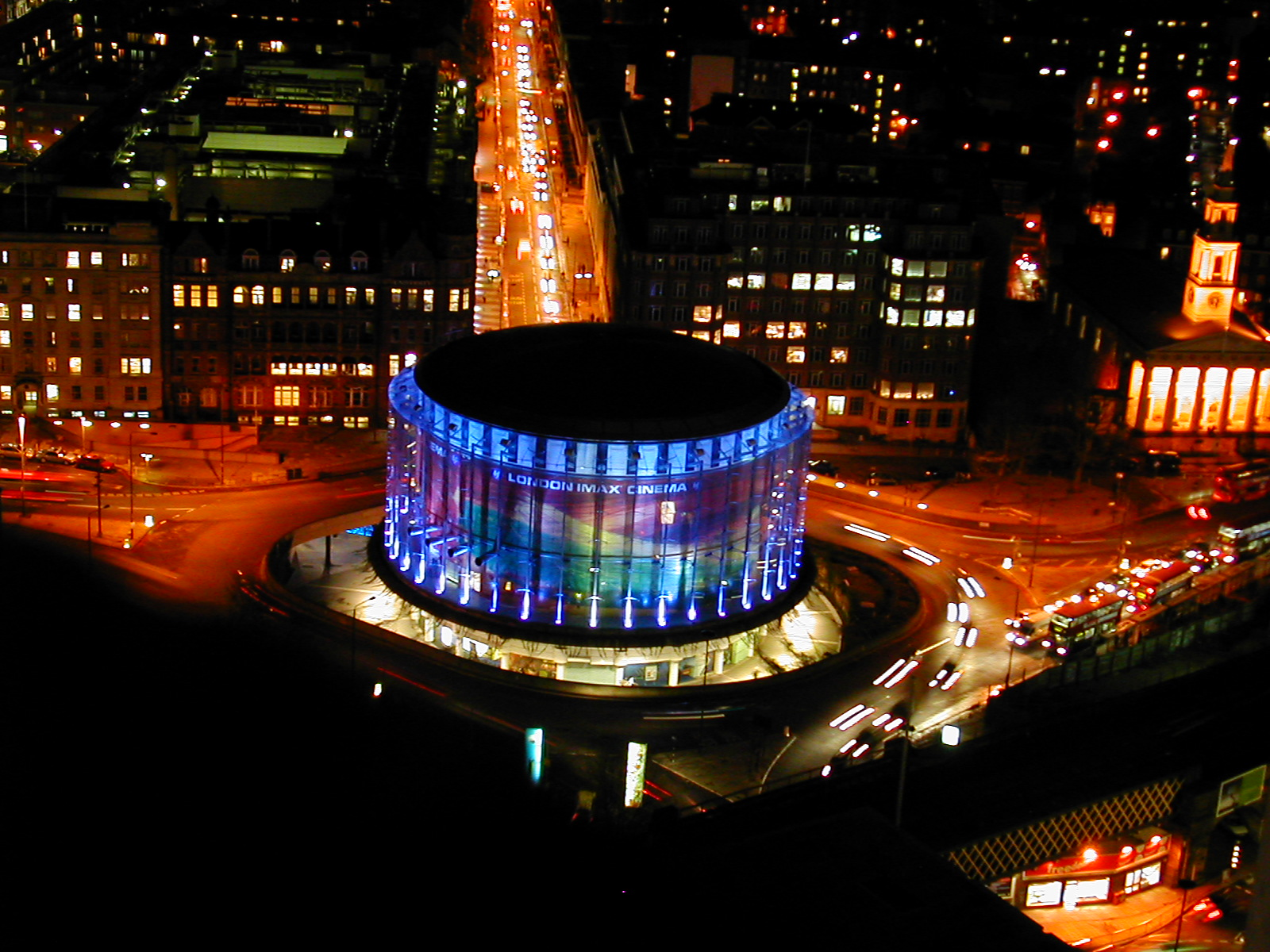
Кінотеатр IMAX у центрі Лондона, що належить BFI

Під егідою Британського інституту кінематографії функціонують різні культурні установи:
- Спеціалізований кіножурнал Sight & Sound, який, починаючи з 1952 раз на десять років проводять опитування серед кінокритиків та кінорежисерів, складаючи два кінорейтинги (критиків і режисерів) найвидатніших фільмів усіх часів[4].
- Національний кіноархів (1935), який позиціонується як найбільший у світі.
- Кіноцентр на південному березі Темзи поблизу мосту Ватерлоо.
- Лондонський музей кіно (відкрито у 1988 р. принцом Чарльзом).

Починаючи з 1956 року, Британський інститут кінематографії щорічно організовує Лондонський кінофестиваль, де демонструються авторські стрічки, що мали резонанс на головних кінофестивалях світу.
Головами правління інституту у різні роки були, зокрема, такі відомі режисери, як Річард Аттенборо (у 1982—1992 рр.), Джеремі Томас (1993-97) та Алан Паркер (1998-99).